# Janet Sawbridge
Janet Anne Sawbridge (Birmingham, 1947 – 5 marzo 2021) è stata una danzatrice su ghiaccio britannica. Pattinando con tre partner diversi ha vinto una medaglia d'argento e due di bronzo ai Campionati mondiali di pattinaggio di figura e tre medaglie d'argento e tre di bronzo ai Campionati europei di pattinaggio di figura. Dopo il ritiro dall'agonismo è diventata allenatrice. Fra le coppie da lei allenate vi sono Jayne Torvill / Christopher Dean.

## Risultati
Con David Hickinbottom 
| Internazionali        | Internazionali | Internazionali | Internazionali |
| Evento                | 1963           | 1964           | 1965           |
| --------------------- | -------------- | -------------- | -------------- |
| Campionati mondiali   | 4°             | 3°             | 2°             |
| Campionati europei    | 3°             | 2°             | 2°             |
| Nazionali             |                |                |                |
| Campionati britannici | 2°             | 1°             | 1°             |

 Con Jon Lane 
| Internazionali        | Internazionali | Internazionali | Internazionali | Internazionali | Internazionali | Internazionali |
| Evento                | 1966           | 1967           | 1968           | 1969           | 1970           | 1971           |
| --------------------- | -------------- | -------------- | -------------- | -------------- | -------------- | -------------- |
| Campionati mondiali   | 6°             | 4°             | 3°             | 4°             | 7°             | 6°             |
| Campionati europei    | 6°             | 4°             | 3°             | 2°             |                |                |
| Nazionali             |                |                |                |                |                |                |
| Campionati britannici | 3°             | 3°             | 3°             | 2°             |                |                |

 Con Peter Dalby 
| Internazionali        | Internazionali | Internazionali | Internazionali | Internazionali | Internazionali |
| Evento                | 1971           | 1972           | 1973           | 1974           |                |
| --------------------- | -------------- | -------------- | -------------- | -------------- | -------------- |
| Campionati mondiali   |                | 4°             | 4°             | 5°             |                |
| Campionati europei    | 5°             | 3°             | 4°             | 4°             |                |
| Nazionali             |                |                |                |                |                |
| Campionati britannici |                | 1°             | 2°             |                |                |